# Breu invertit subscrit
El signe diacrític breu invertit subscrit és utilitzat en l'alfabet fonètic internacional per a indicar que una vocal és no sil·làbica. També s'utilitza per a escriure el Pomo del Sud en els grafemes ⟨t̯ t̯̓ t̯ʰ⟩ .

## Ús
Dins l'alfabet fonètic internacional, el breu invertit subscrit ⟨◌̯⟩ indica que un element s'ha d'adjuntar a la síl·laba actual i no constitueix un nou element sil·làbic. Per exemple: /po̯ˈeta/, transcripció fonològica de la paraula castellana poeta que significa "poeta" .